# あまドラ〜天野っちのドライブしよう!!〜
『あまドラ～天野っちのドライブしよう!!～』（あまドラ あまのっちのドライブしよう）は、2022年10月1日から断続的に土曜日20:54 - 21:00にテレビ愛知で放送されているミニ番組・旅番組。NEXCO中日本の一社提供。

## 概要
愛知県出身の天野ひろゆきと白井奈津が東海地方をドライブし観光スポットを紹介する。

## 放送時間
いずれも日本標準時。
- 土曜 20:54 - 21:00 （2022年10月1日 - ）

## 出演者
- 天野ひろゆき（キャイ〜ン）
- 白井奈津